# 圣安东尼奥-达帕特鲁利亚
圣安东尼奥-达帕特鲁利亚是巴西南大河州的一个市镇。总面积1048.904平方公里，总人口37893人，人口密度36.1人/平方公里。